# Río Caleta
El río Caleta es un curso natural de agua que nace en el norte de la isla Grande de Tierra del Fuego y fluye hacia el poniente hasta desembocar en el canal Whiteside del estrecho de Magallanes en la Región de Magallanes, Chile.
No debe ser confundido con el río La Caleta que fluye en la península de Brunswick.

## Trayecto
Según el mapa de ubicación, en la ficha a la derecha, el río es uno de los dos que fluyen entre cabo Nariz y Puerto Yartou.

## Historia
En febrero de 2023 fue inaugurado un puente mecano de 30,5 m que facilita en cruce del río en el camino desde Porvenir hasta Puerto Yartou Antes de la construcción del puente, los viajeros debían esperar la marea baja para cruzar sobre el lecho del río.